# Tangara ocré
Sphenopsis frontalis
Espèce
Statut de conservation UICN

 LC  : Préoccupation mineure
Le Tangara ocré (Sphenopsis frontalis) est une espèce de passereau appartenant à la famille des Thraupidae.

## Répartition
On le trouve en Colombie, Équateur, Pérou et Venezuela.

## Habitat
Il vit dans les forêts humides subtropicales ou tropicales de montagne et les forêts primaires fortement dégradées.

## Sous-espèces
D'après Alan P. Peterson, il en existe 5 sous-espèces :
- S. f. flavidorsalis Phelps & Phelps,WH Jr 1953
- S. f. frontalis (Tschudi) 1844
- S. f. hanieli Hellmayr & Seilern 1914
- S. f. ignobilis (Sclater,PL) 1862
- S. f. iteratus Chapman 1925